# Paola Masino

Paola Masino dopo la guerra.

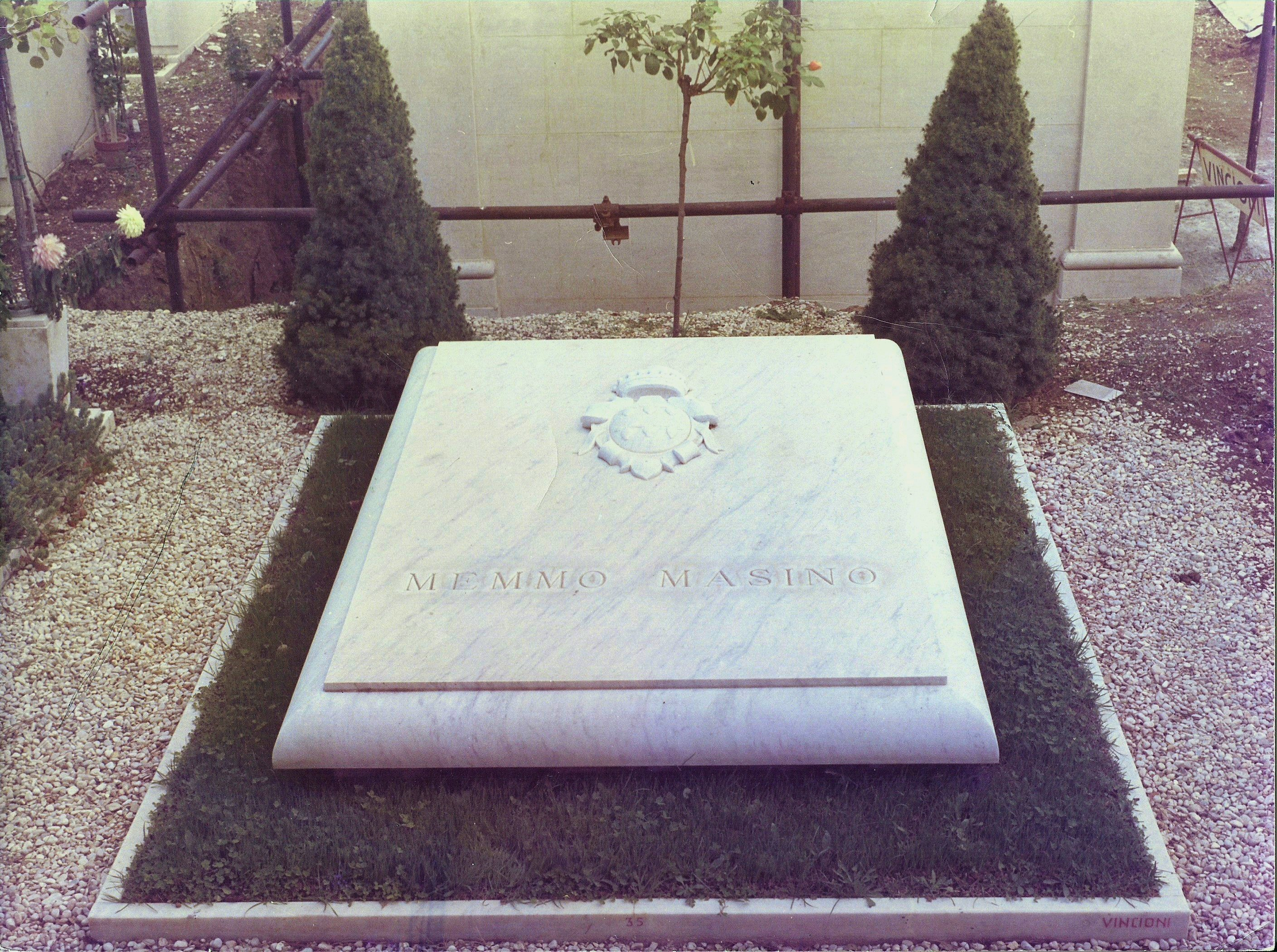
Tomba di Paola Masino.

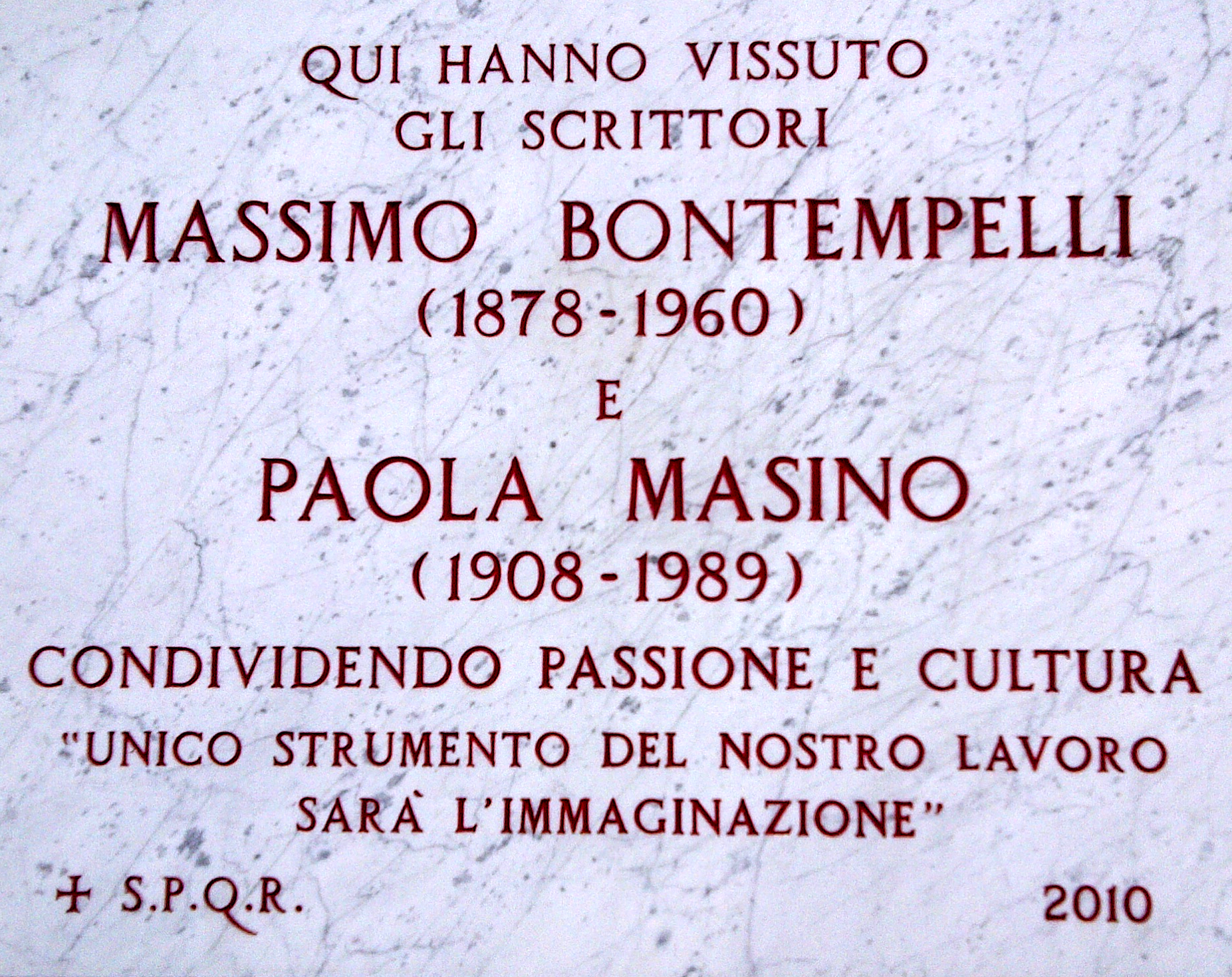
Targa commemorativa di Massimo Bontempelli e Paola Masino

Paola Masino (Pisa, 20 maggio 1908 – Roma, 27 luglio 1989) è stata una scrittrice, traduttrice e librettista italiana.

## Biografia

Paola Masino, la prima a destra, con altri intellettuali

Secondogenita di Enrico Masino e dell'aristocratica Luisa Sforza, che si trasferiscono pochi anni dopo la sua nascita a Roma, Paola Masino vive in un ambiente familiare che ha la passione della letteratura e della musica. Viene avviata dal padre, fin da giovanissima, alla lettura dei classici ed all'ascolto dei prediletti Beethoven, Mozart e Wagner. Nel 1924 scrive un dramma, Le tre Marie, che fa conoscere a Pirandello, dietro incoraggiamento del padre, ricevendone vaghi segni di incoraggiamento.
Nel marzo del 1927 conosce Massimo Bontempelli che è separato dalla moglie e ha trent'anni più di lei, con il quale inizia una relazione, contrastata dalla famiglia, e una collaborazione letteraria: Paola collabora alla rivista «900», diretta da Bontempelli, e insieme scrivono il dramma, mai pubblicato, Il naufragio del Titanic.
Trasferitasi nel 1929 a Firenze e poi a Parigi con Bontempelli, lavora come segretaria di redazione dell'«L'Europe Nouvelle» e al Bureau International de Coopération Intellectuelle, frequentando intellettuali ed artisti italiani e stranieri in quel momento presenti in Francia, quali Il'ja Ehrenburg, Ramón Gómez de la Serna, Paul Valéry, Max Jacob, André Maurois, André Gide, Emil Ludwig, Giorgio de Chirico, Alberto Savinio, Luigi Pirandello, Guido Peyron, Filippo de Pisis, Nino Bertoletti, Pasquarosa Marcelli Bertoletti, Giovanni Comisso, Adriana Pincherle, Onofrio Martinelli, Arturo Loria; incontra altresì e si lega di amicizia a Joséphine Baker, alla pittrice russa Polia Chentoff, della quale parlerà diffusamente nel volume "Album di vestiti" e a Kiki de Montparnasse. A Parigi, il 29 maggio 1930, de Pisis dipingerà il suo ritratto, uno dei rarissimi riservati dal pittore a figure femminili. Tornata a Roma nel 1931, vi pubblica i racconti Decadenza della morte e il romanzo Monte Ignoso, col quale ottiene un riconoscimento al Premio Viareggio.
Segue, nel 1933, il romanzo Periferia, scritto nello stile del realismo magico, che ottiene il secondo premio al "Viareggio", ma non piace alla censura fascista, che vi trova critiche al regime. Anche Bontempelli, accademico d'Italia dal 1931, inizia a prendere le distanze dal fascismo finché le sue aperte critiche provocano la sua espulsione dal Partito e nel 1939 una sorta di esilio a Venezia, dove la Masino lo segue, andando a vivere a Palazzo Contarini delle Figure. Qui porta a compimento, nei primi del 1940, il nuovo romanzo Nascita e morte della massaia che appare a puntate sul settimanale «Tempo»: sgradito anch'esso al Regime, ne è impedita la pubblicazione, che avverrà solo nel 1945.

La Masino, terza da destra, con altri scrittori

Con la caduta di Mussolini, nel luglio del 1943, Paola e Massimo Bontempelli tornano a Roma, dove alla fine dell'anno vengono a sapere della condanna a morte decretata dal nuovo regime di Salò per Bontempelli e dell'esilio per Paola: si nascondono in casa di amici fino alla liberazione di Roma, nel giugno del 1944. Insieme con Alberto Moravia, Alberto Savinio e Guido Piovene fondano il settimanale «Città» poi si trasferiscono a Milano e si avvicinano al Partito comunista: trattando tematiche politiche e sociali, Paola collabora alle riviste Spazio, Epoca, 1945, Crimen, Foemina, Mercurio, Noi donne e Vie Nuove. Segue da inviata il ricostituito Festival del cinema di Venezia e fa parte della giuria nell'edizione del 1949, mentre nel 1947 era uscita una sua raccolta di Poesie.
Nel 1950 Paola e Massimo Bontempelli lasciano Venezia e ritornano definitivamente a Roma: Paola collabora alla Rai, compone libretti d'opera, si dedica alle traduzioni, continua a scrivere i quaderni di Appunti e, dopo la morte di Bontempelli, avvenuta nel 1960, si occupa degli scritti di Massimo per un'edizione in due volumi delle sue opere. Tiene anche un diario, traduce Balzac, Valery Larbaud, Jean Cocteau, Hector Malot, J.A. Barbey d'Aurevilly, Geneviève Tabouis, Madame de La Fayette e Stendhal e compone una ampia autobiografia dal titolo "Album di vestiti", che inserisce nei quaderni di Appunti che è andata via via scrivendo. L'ultima sua opera è il poema Ninna nanna, pubblicato nel 1966 dalla rivista «La Battana»: poi, è il silenzio e Paola Masino muore, dimenticata, il 27 luglio 1989. Vengono pubblicati postumi i volumi "Colloquio di notte" nel 1994, che raccoglie i racconti pubblicati su riviste negli anni '30 e '40, oltre a tre racconti inediti, "Io, Massimo e gli altri-autobiografia di una figlia del secolo" nel 1995, "Cinquale ritrovato" nel 2004, che raccoglie tre racconti pubblicati in precedenza e nel 2015 il volume "Album di vestiti". Nel 2001 la Fondazione Arnoldo e Alberto Mondadori ha edito un importante catalogo biografico, in occasione di una grande Mostra e di un Convegno su Paola, inaugurati dal Presidente della Repubblica Carlo Azeglio Ciampi nella sede della Casa delle Letterature in Roma. Il 16 luglio 2010 il Comune di Roma appone una targa commemorativa sulla casa di Viale Liegi 6, Roma, ove Paola Masino è vissuta fino alla sua morte. È sepolta a Roma nel Cimitero Flaminio.

## Opere

### Romanzi e memorie
- Monte Ignoso, Bompiani, Milano, 1931; il Melangolo, Genova, 1994, postfazione di Mauro Bersani; Francesco Rossi, Carrara, 2004;traduzione in lingua tedesca "Monte Ignoso" di Dora Mitzky, Berlin-Wien-Leipzig, Paul Zsolnay Verlag, 1933;

- Periferia, Bompiani, Milano, 1933; Oedipus editore, Salerno, 2016, introduzione e cura di Marinella Mascia Galateria; traduzione in lingua tedesca di Richard Hoffmann,  "Spiele am Abgrund (Giochi sull'abisso)", Berlin-Wien-Leipzig, Paul Zsolnay Verlag, 1935;

- Nascita e morte della massaia, Bompiani, Milano, 1945; Bompiani, Milano, 1970, introduzione di Cesare Garboli; la Tartaruga, Milano, 1982, introduzione di Silvia Giacomoni, Isbn, Milano, 2009, con uno scritto di Marina Zancan; Feltrinelli, 2019, prefazione di Nadia Fusini, nota al testo e nota biografica di Elisa Gambaro  traduzione in lingua tedesca di Maja Pflug, "Die Geburt der Hausfrau und ihr Tod", Frauenbuchverlag, Munchen, 1983;traduzione in lingua inglese e introduzione di Marella Feltrin Morris, "Birth and death of the housewife", Albany, New York, State University of New York Press (SUNY), 2009; traduzione in lingua francese di Marilène Raiola, prefazione di Marinella Mascia Galateria, annesso di Marilène Raiola, "La Massaia, Naissance et mort de la fée du foyer", Editions de la Martinière, Parigi, 2018; traduzione in lingua spagnola di Pepa Linares, introduzione di Marinella Mascia Galateria, "Nacimiento y muerte del ama de casa", Edizione AlianzaLIt, Madrid 2019; traduzione in lingua portoghese, introduzione di Nadia Fusini, postfazione di Francesca Cricelli, "Nascimento e morte da dona de casa";

- Io, Massimo e gli altri. Autobiografia di una figlia del secolo, a cura di Maria Vittoria Vittori, Rusconi Editore, Milano, 1995;
- Album di vestiti, introduzione e a cura di Marinella Mascia Galateria, Elliot, Roma, 2015.

### Racconti e novelle
- Decadenza della morte, presentazione di Massimo Bontempelli, Alberto Stock, Roma, 1931;
- Racconto grosso e altri, Bompiani, Milano, 1941; Rina Edizioni, 2021, con una prefazione di Marinella Mascia Galateria;
- Dialoghi della vita armonica, Editoriale Domus, Milano, 1942;
- Colloquio di notte, prefazione di Maria Rosa Cutrufelli, introduzione e cura di Maria Vittoria Vittori, Edizioni La luna, Palermo, 1994;
- Cinquale ritrovato. Tre racconti, a cura di Corrado Giunti, postfazione di Marinella Mascia Galateria, Francesco Rossi Editore, Carrara, 2004;
- Anniversario, a cura e con una postfazione di Marinella Mascia Galateria, Elliot, Roma, 1916;

### Poesie
- Poesie, Bompiani, Milano, 1947;

### Libretti d'opera
- Viaggio d'Europa, dall'omonimo racconto di Massimo Bontempelli, musica di Vittorio Rieti. Prima esecuzione: Auditorium della Rai di Roma, 9 aprile 1955.
- (con Bindo Missiroli) Vivì, dramma lirico in 3 atti e 6 quadri, musica di Franco Mannino, De Santis, Roma 1956; Curci, Milano, 1962. Prima esecuzione: Teatro San Carlo di Napoli, 28 marzo 1957.
- Luisella, dramma in 4 quadri dall'omonimo racconto di Thomas Mann, musica di Franco Mannino, Ricordi, Milano, 1969. Prima esecuzione: Teatro Massimo di Palermo, 28 febbraio 1969.
- La Madrina, dall'omonimo racconto di Oscar Vadislas de Lubicz Milosz, musica di Cesare Brero. Prima esecuzione: Auditorium della Rai di Roma, 19 luglio 1973.
- (con Beppe de Tomasi) Il ritratto di Dorian Gray, dramma in due tempi e 8 quadri dall'omonimo romanzo di Oscar Wilde, musica di Franco Mannino, Curci, Milano, 1974. Prima esecuzione: Teatro Massimo Bellini di Catania, 12 gennaio 1982.

### Teatro
- (con Massimo Bontempelli) Il naufragio del Titanic, dramma scritto fra il 1928 e il 1929;

### Traduzioni dal francese
- Geneviève Tabouis, Sibari, I greci in Italia, Editore Sansoni, Firenze, 1958;
- Valery Larbaud, A.O.Barnabooth: le sue opere complete: Il povero camiciaio, Poesie, Diario, Bompiani, Milano, 1969; Editore L'editore, 1990;
- Honoré de Balzac, La ragazza dagli occhi d'oro, Einaudi, Torino, 1977;
- (con Massimo Bontempelli) Stendhal, Ricordi di egotismo, Mina di Vanghel, Vanina Vanini, Curcio, Roma, 1978;
- J.A. Barbey d'Aurevilly, Il Cavaliere des Touches, Armando Curcio Editore, Roma, 1979;
- Hector Malot, Senza famiglia, Giunti Marzocco Editore, Firenze, 1979;
- (con Gesualdo Bufalino), Madame de La Fayette, L'amor geloso. Tre racconti, Sellerio, Palermo, 1980.

### Curatele
- Massimo Bontempelli, Racconti e romanzi, 2 voll. a cura di Paola Masino, Mondadori, Milano 1961

## Programmi radiofonici RAI
- Scrittori al microfono, Paola Masino, incontri con il personaggio, martedì 27 febbraio 1951, rete rossa 22, 25[6]